# Aloysia Weber
Maria Antonia Aloysia Weber (1760-1839) là ca sĩ giọng nữ cao người Đức. Ở tuổi mười sáu, Weber đã được nhà soạn nhạc thiên tài người Áo Wolfgang Amadeus Mozart đem lòng yêu. Tuy nhiên, cha của Wolfgang là Leopold Mozart đã phản đối chuyện tình cảm giữa hai người, yêu cầu con trai của mình phải chuyển tới Paris. Mozart đành phải làm theo. Và mối tình của hai người từ đó cũng không còn nữa. Sau này, Wolfgang có lấy người em gái của Aloysia, Constanze Weber.